# Geranomyia monorhaphidia
Geranomyia monorhaphidia är en tvåvingeart som först beskrevs av Alexander 1971.  Geranomyia monorhaphidia ingår i släktet Geranomyia och familjen småharkrankar.
Artens utbredningsområde är Panama. Inga underarter finns listade i Catalogue of Life.